# Мансур ибн Кара-тегин
Мансур ибн Кара-тегин (умер в 952) — полководец и государственный деятель государства Саманидов, представитель военного сословия тюркского происхождения.
Мансур ибн Кара-Тегин, известный как Ибн Каратакин, был тюркским военачальником Саманидов в середине X века.
В 948 году саманид Нух назначил Мансура губернатором Хорасана. Ему были даны широкие полномочия по расширению области. В 949 году Мансур захватил Рей у буидского правителя Рукн ад-Даула. Затем Мансур захватил Исфахан. Позже Рукн ад-Даула разгромил армию Мансура.
В 951/952 году Мансур повторно вторгся на территории Рукн ад-Даула и между ним и Рукн ад-Даула произошло несколько сражений. Во время этих столкновений Мансур скоропостижно скончался.